# Ханк Аарон
Хенри Луис „Ханк“ Арън (на английски език Henry Louis „Hank“ Aaron), наричан още с прозвищата „Чукът“, „Ковача Ханк“ и „Лошия Ханк“, е бивш американски бейзболен играч, аутфийлдър, участник в американската Мейджър Лийг Бейзбол (МЛБ) от 1954 до 1976 г.

## Кариера
В началото на кариерата си играе за „Клоуните от Индианаполис“ в Американската Негролига и в по-малки бейзболни лиги. В средата на 1950-те години. Арън започва своята кариера в Мейджър лигата по бейзбол. Изиграва 21 сезона за „Милуоки“ и „Атланта Брейвс“ в Националната лига (1954 – 1974), а последните 2 г. (1975 – 1976) с „Милуоки Брюърс“ в Американската лига.
В своята забележителна кариера Арън прави множество забележителни постижения и поставя много рекорди. Неговото най-забележително постижение е рекордът за най-много хоумръна, с постигнати 755 в МЛБ, който остава неподобрен в продължение на 33 г., преди да бъде надминат от аутфийлдъра Бари Бондс от „Сан Франциско Джайънтс“ на 7 август 2007 г. Той прави средно по 24 или повече хоумръна всяка година в периода от 1955 до 1973 г. и е единственият играч, който достига 30 или повече хоумръна на сезон (15 пъти).
Ежегодно е част от отбора на звездите „All-Star team“ на МЛБ в периода 1955 – 1975 г., 3 пъти е носител на най-престижното бейзболно отличие в защита – Златната ръкавица (Rawlings Gold Glove Awards). Избран за най-полезен играч на МЛБ (National League Most Valuable Player Award) през 1957 г., а същата година неговият тим „Милуоки Брейвс“ печели Световните серии.
По време на 23-годишната си кариера Арън прави множество забележителни резултати. Част от рекордите му са: 2297 придвижени до хоума точки, 1477 удара за допълнителни бази, 6856 превзети бази общо. Той също е в топ 5 за хитове (трети с 3771) и отбелязани точки (2174, поделено 4-то място с Бейб Рут).

## Смърт
От 1953 до развода им през 1971 г. е женен за Барбара Лукас, с която има 5 деца.
От 1973 до смъртта си е женен за Били Уилямс, с която има едно дете.
Ханк Арън умира на 86 години на 22 януари 2021 г.